# Gran Sinagoga de Budapest
La Gran Sinagoga de Budapest (en hongarès: Dohány utcai zsinagóga) és la sinagoga més gran d'Euràsia i la segona més gran del món.
Està situada al carrer Dohány, al districte d'Erzsébetváros a Budapest. Aquest temple fa 75 metres de llarg i 27 metres d'ample i es va construir entre els anys 1854 i 1859 en estil neomorisc. La seva decoració es basa fonamentalment en models de l'arquitectura islàmica del nord d'Àfrica i de l'Espanya morisca (en particular l'Alhambra). L'arquitecte vienés Ludwig Förster considerava que no era possible identificar una arquitectura jueva "típica" i, per tant, va utilitzar "formes arquitectòniques identificables amb grups ètnics afins al poble israelita". El disseny interior s'atribueix a Frigyes Feszl. Té capacitat per a 2.964 seients (1.492 per a homes i 1.472 per a dones).
La casa natal de Theodor Herzl s'alçava al costat d'aquesta sinagoga. En el seu lloc s'aixeca el Museu Jueu que allotja la Col·lecció Judaica Històrica i Religiosa; es va aixecar l'any 1930 en un estil arquitectònic d'acord amb el de la sinagoga; el 1931 es va annexar a l'edifici principal. El carrer Dohány té fortes connotacions relatives a l'Holocaust, ja que constituïa el límit del gueto de Budapest.

## Història
Construïda des de l'any 1854 fins al 1859 per la comunitat de Pest segons els plànols de Ludwig Förster. La consagració de la sinagoga es va realitzar el 6 de setembre de 1859.
La sinagoga original va ser bombardejada pel pronazi Partit de la Creu Fletxada el 3 de febrer de 1939. Va ser usada com a base de ràdio alemanya i com a estable durant la Segona Guerra Mundial. L'edifici va patir danys severs causats per atacs aeris durant l'ocupació nazi, especialment durant el Setge de Budapest.
Durant l'era comunista, seriosament danyada, va tornar a convertir-se en casa de culte per la ja molt disminuïda comunitat jueva. La seva restauració va començar el 1991 i es va acabar el 1998. La restauració va ser finançada per l'estat hongarès, així com per donacions privades.

## Edificis del complex

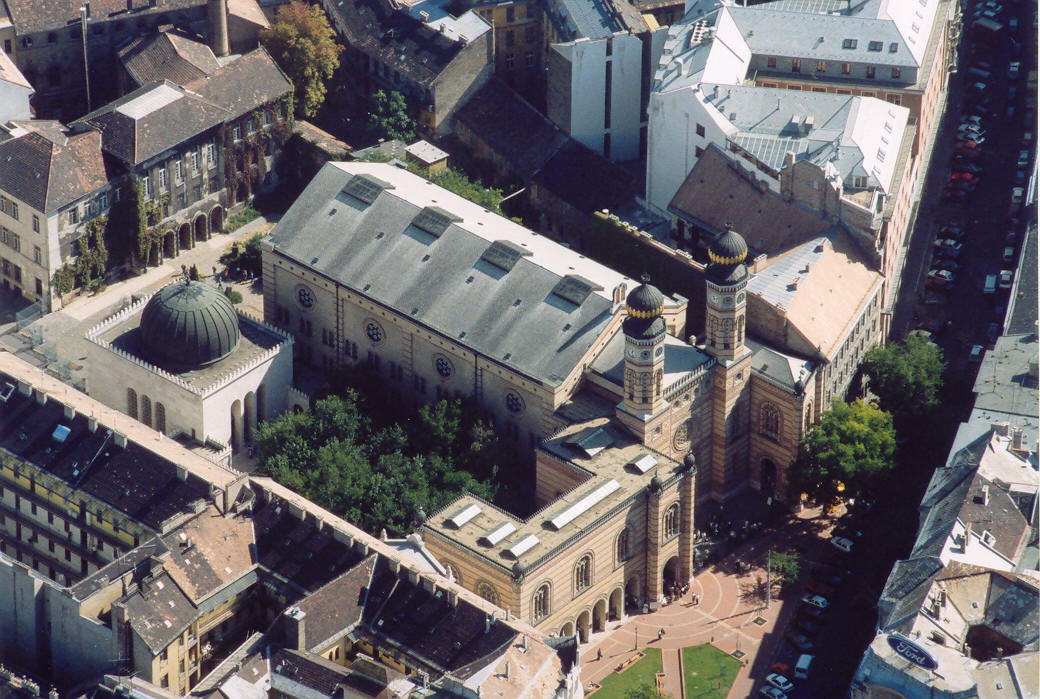
Vista aèria de la Gran Sinagoga

La Gran Sinagoga va ser originalment edificada en una àrea residencial. La casa en la qual Theodor Herzl va néixer estava situada en una zona que actualment forma part del complex de la sinagoga. El complex de la Gran Sinagoga està format per la mateixa sinagoga, el Museu Jueu, el Temple dels Herois, el cementiri jueu i un memorial dedicat a l'Holocaust.

### Gran Sinagoga
És d'estil àrab, però el seu disseny mostra una mescla d'estils romà d'Orient, romànic i gòtic. Té dues cúpules situades cadascuna sobre les dues torres octogonals de 43 metres d'alçada, a més d'una vidriera en forma de rosassa situada sobre l'entrada principal.

### Museu Jueu
El Museu Jueu està construït sobre la parcel·la en la qual es trobava la casa de dos pisos d'estil classicista on va néixer Theodor Herzl, situada de forma adjacent a la Gran sinagoga. El museu, construït entre 1930-1931, conté una col·lecció de relíquies religioses, propietat de la Pest Hevrah Kaddishah (Societat d'enterraments jueus), objectes rituals usats durant el Shabbat i sales dedicades a les grans festes jueves i a l'Holocaust.

### Temple dels Herois
La galeria i temple dels Herois, amb capacitat per a 250 persones, és usada per als serveis religiosos els caps de setmana i durant l'hivern. Va ser dissenyat per Lázlo Vágó i Ferenc Faragó, i es va afegir al complex de la Gran Sinagoga el 1931. És utilitzat com a memorial de tots aquells jueus hongaresos que van perdre la vida durant la Primera Guerra Mundial.

### Cementiri Jueu
El cementiri es localitza en el jardí posterior del Temple dels Herois, entre el Museu Jueu i la Gran Sinagoga. D'acord amb les tradicions jueves, els cementiris no poden estar en les instal·lacions de les sinagogues, però a causa que la sinagoga era part del gueto jueu, el complex va haver de donar refugi a part de la comunitat jueva que no tenia llar a l'interior del gueto; això va implicar que durant la fam de l'hivern de 1944-1945, que juntament amb el fred extrem va assolar el gueto, més de 2.000 persones haguessin de ser enterrades en les instal·lacions de la sinagoga, malgrat que això va contra les tradicions del poble jueu.

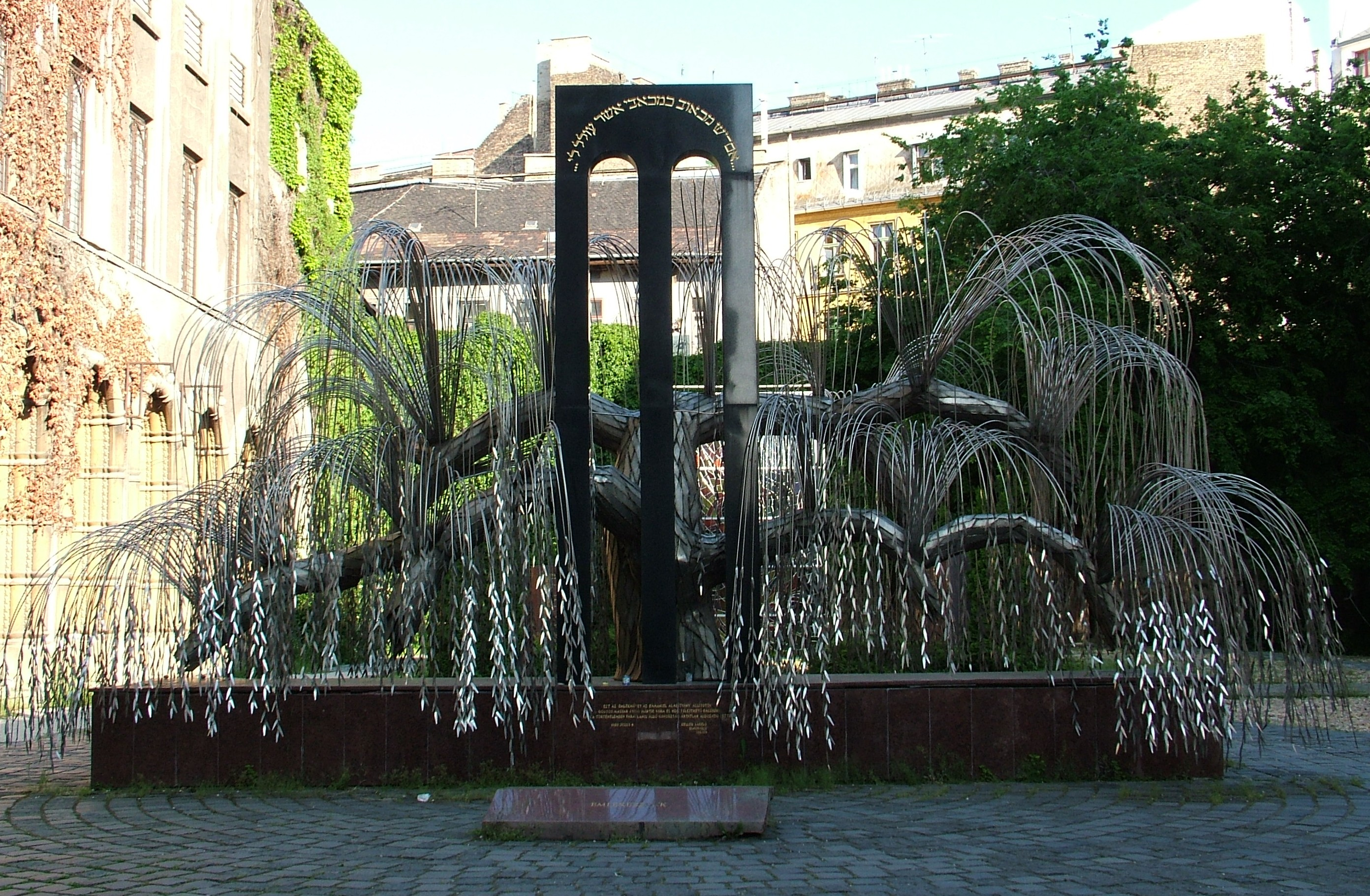
Memorial als màrtirs jueus hongaresos

### Parc memorial de l'Holocaust Raoul Wallenberg
El Raoul Wallenberg Emlékpark (parc memorial), al pati posterior, conté el Memorial als màrtirs jueus hongaresos: almenys 400.000 jueus hongaresos van ser assassinats pels nazis. Construït per Imre Varga, s'assembla a un salze les fulles del qual porten inscripcions amb els noms de les víctimes. Hi ha a més un memorial dedicat a Wallenberg i a altres justs entre les nacions, entre ells: el vicecònsol suís Carl Lutz; Giorgio Perlasca, un italià que es va fer passar per cònsol espanyol, i continuant l'obra d'Ángel Sanz Briz, va lliurar passaports espanyols als jueus, fent-los passar per sefardites, encara que el seu origen fóra d'un altre tipus: va aconseguir salvar 5.000 jueus de Budapest; monsenyor Angelo Rotta, un bisbe italià i nunci apostòlic del Vaticà a Budapest, que va emetre documents que al·legaven que estaven batejats, per així salvar-los dels treballs forçats, així com passaports vaticans juntament amb el seu secretari, monsenyor Gennaro Verolino durant la Segona Guerra Mundial, missions que van aconseguir salvar més de 15.000 jueus hongaresos.

## Interior
L'edifici està compost per tres espaioses i molt decorades naus, dues balconades i, de manera extraordinària, un orgue. L'arca conté diversos rotllos de toràs salvats de sinagogues destruïdes durant l'Holocaust.
L'arca que conté les toràs, així com els frescos d'acolorides figures geomètriques, són obra de l'arquitecte hongarès Frigyes Feszl. Els seients del pis principal estan destinats als homes, mentre que la galeria superior conté els seients de les dones.
Franz Liszt i Camille Saint-Saëns són dos dels músics que han tocat alguna vegada l'orgue construït el 1859, compost per 5.000 tubs. Un nou orgue mecànic amb 63 veus i 4 manuals, fou construït el 1996 per la firma alemanya Jehmlich Orgelbau Dresden GmbH.

## Restauració
La restauració de la Gran Sinagoga es va produir en la dècada dels noranta, coincidint amb el restabliment de la democràcia a Hongria. La reconstrucció va durar tres anys i va comptar amb la donació de 5 milions de dòlars americans per part d'Estée Lauder, filla d'una immigrant jueva hongaresa. Es va completar el 1996.

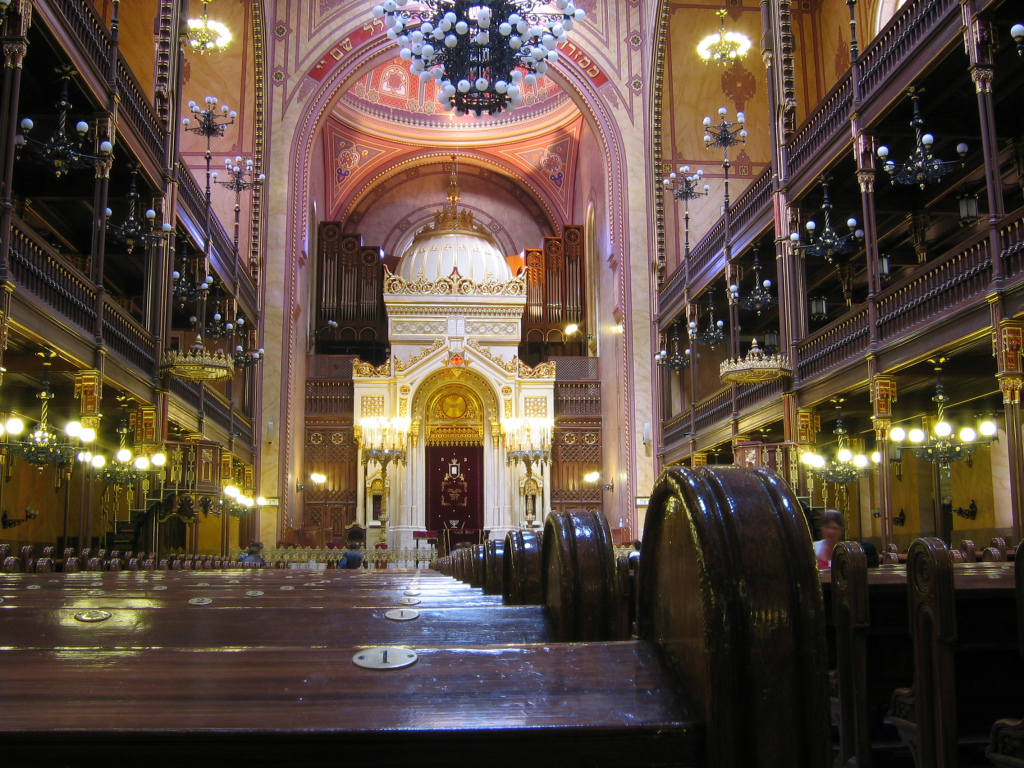
Vista interior

## Accés turístic
La forma més senzilla d'arribar a la sinagoga és viatjar amb el metro 2/vermell fins a l'estació Astoria i caminar en direcció oposada al riu Danubi per la via principal. La sinagoga estarà a la dreta de la intersecció dels carrers Wesselényi i Dohány. D'altra banda, s'hi pot arribar viatjant amb els tramvies 47 i 49 fins a la mateixa Astoria i repetir el mateix trajecte amb metro.